# Listerinae
De Listerinae vormen een subtribus van de Neottieae, een tribus van de orchideeënfamilie (Orchidaceae).
De naam is afgeleid van het (voormalige) geslacht Listera.
Het zijn voornamelijk terrestrische orchideeën (aardorchideeën) die in bossen groeien, en waartussen ook mycoheterotrofe soorten voorkomen (epiparasieten).
De subtribus is nu monotypisch, dus bevat slechts één geslacht, Neottia, met in totaal een vijftigtal soorten orchideeën. Het voormalige geslacht Listera is hier opgenomen.
Verschillende soorten van dit geslacht komen ook in Europa voor.

## Geslachten
- Neottia
- (Listera (keverorchissen))

Subtribus Limodorinae 

Geslachten: Aphyllorchis · Bosvogeltje (Cephalanthera) · Wespenorchis (Epipactis) · Limodorum

Subtribus Listerinae 

Geslachten: Neottia · (Keverorchis (Listera))

Subtribus: Onbepaald 

Geslacht: Palmorchis